# Katie Hoff
Kathryn ("Katie") Elise Hoff (Palo Alto, Californië, 3 juni 1989) is een Amerikaanse voormalige zwemster. Hoff is meervoudig wereldkampioene op de 200 en 400 meter wisselslag.

## Zwemcarrière
Hoff debuteerde op 15-jarige op de Olympische Zomerspelen 2004 in Athene met een zevende plaats op de 200 meter wisselslag en een zeventiende plaats op de 400 meter wisselslag. Twee maanden na de Spelen nam ze deel aan de wereldkampioenschappen kortebaanzwemmen 2004 in Indianapolis. Hier pakte ze de zilveren medaille op de 400 meter wisselslag achter landgenote Kaitlin Sandeno. Op de halve afstand was er brons achter de Australische zwemsters Brooke Hanson en Lara Carroll. Op de 100 meter wisselslag eindigde Hoff als zesde.

### 2005-2008
Op de wereldkampioenschappen zwemmen 2005 in Montreal won Hoff de gouden medaille op de 200 meter wisselslag, in een kampioenschapsrecord. Ook op de 400 meter wisselslag behaalde ze het goud met wederom een kampioenschapsrecord en met ploeggenoten Natalie Coughlin, Whitney Myers en Kaitlin Sandeno won ze de gouden medaille op de 4x200 meter vrije slag estafette. Op haar derde individuele nummer, de 200 meter vrij, werd Hoff uitgeschakeld in de halve finale.
In 2006 nam Hoff deel aan de Pan Pacific kampioenschappen zwemmen 2006 in Victoria waar ze vijf medailles. Goud op de 200 meter vrije slag, 400 meter wisselslag en met ploeggenoten Natalie Coughlin, Lacey Nymeyer en Dana Vollmer won ze de 4x200 meter vrije slag. Ze werd verrassend tweede achter Whitney Myers op de 200 meter wisselslag en behaalde eveneens zilver op de 400 meter vrije slag achter de Japanse Ai Shibata.
In 2007 moest Hoff haar wereldtitels verdedigen op de WK zwemmen 2007 in Melbourne. Op de 200 meter wisselslag slaagde ze daarin glansrijk door haar eigen kampioenschapsrecord te verbeteren. Op de dubbele afstand wist ze zelfs het wereldrecord te verbeteren tot 4.32,89. Daarnaast bereikte ze nog twee vierde plaatsen, op de 200 en 400 meter vrije slag. Op de 4x200 meter vrije slag verbeterde Hoff samen met ploeggenoten Coughlin, Vollmer en Nymeyer het wereldrecord en daarmee pakte het kwartet de wereldtitel.
Tijdens de Amerikaanse Olympische Trials in Omaha, Nebraska plaatste Hoff zich op de 200, 400 en 800 meter vrije slag en de 200 en 400 meter wisselslag voor de Olympische Zomerspelen 2008. Op de 400 meter wisselslag pakte ze het wereldrecord terug van de Australische Stephanie Rice. In Peking pakte Hoff op haar eerste afstand, de 400 meter wisselslag, het brons achter Rice en de Zimbabwaanse Kirsty Coventry. Een dag later pakte ze het zilver op de 400 meter vrije slag op 0,07 achterstand van winnares Rebecca Adlington. Op de vierde dag van het zwemtoernooi werd ze vierde op de 200 meter vrije slag en zeventig minuten later werd ze opnieuw vierde, ditmaal op de 200 meter wisselslag. Op de 4x200 meter vrije slag pakte ze samen met Allison Schmitt, Natalie Coughlin en Caroline Burckle het brons. Op haar laatste afstand, de 800 meter vrij, werd Hoff uitgeschakeld in de series.

### 2009-heden
Tijdens de Amerikaanse kampioenschappen zwemmen 2009 in Indianapolis wist Hoff zich niet te kwalificeren voor de Wereldkampioenschappen zwemmen 2009 in Rome, op de 400 meter vrije slag eindigde ze als zesde en op de 200 meter vrije slag als achtste.
Tijdens de Pan Pacific kampioenschappen zwemmen 2010 in Irvine strandde Hoff op al haar individuele afstanden in de series. Samen met Dana Vollmer, Morgan Scroggy en Allison Schmitt veroverde ze de gouden medaille op de 4x200 meter vrije slag. Op de wereldkampioenschappen kortebaanzwemmen 2010 in Dubai sleepte de Amerikaanse de wereldtitel in de wacht op de 400 meter vrije slag, op de 200 meter vrije slag legde ze beslag op het zilver. Op de 4x100 meter vrije slag veroverde ze samen met Natalie Coughlin, Jessica Hardy en Dana Vollmer de zilveren medaille, samen met Dagny Knutson, Missy Franklin en Dana Vollmer eindigde ze als vierde op de 4x200 meter vrije slag.
In Shanghai nam Hoff deel aan de wereldkampioenschappen zwemmen 2011, op dit toernooi eindigde ze als zevende op de 400 meter vrije slag. Op de 4x200 meter vrije slag sleepte ze samen met Missy Franklin, Dagny Knutson en Allison Schmitt de wereldtitel in de wacht.

## Internationale toernooien
| Jaar | Olympische Spelen | WK langebaan                                                                                    | WK kortebaan                                                                 | PanPacs |
| ---- | --- | ----------------------------------------------------------------------------------------------- | ---------------------------------------------------------------------------- | --- |
| 2004 | 7e 200m wisselslag 17e 400m wisselslag                                                                                |                                                                                                 | 6e 100m wisselslag · 200m wisselslag · 400m wisselslag                       | |
| 2005 | | 9e 200m vrije slag · 200m wisselslag · 400m wisselslag · 4x200m vrije slag                      |                                                                              | |
| 2006 | |                                                                                                 | geen deelname                                                                | 200m vrije slag · 400m vrije slag · 200m wisselslag · 400m wisselslag · 4x200m vrije slag                       |
| 2007 | | 4e 200m vrije slag · 4e 400m vrije slag · 200m wisselslag · 400m wisselslag · 4x200m vrije slag |                                                                              | |
| 2008 | 4e 200m vrije slag · 400m vrije slag · 11e 800m vrije slag · 4e 200m wisselslag · 400m wisselslag · 4x200m vrije slag |                                                                                                 | geen deelname                                                                | |
| 2009 | | geen deelname                                                                                   |                                                                              | |
| 2010 | |                                                                                                 | 200m vrije slag · 400m vrije slag · 4x100m vrije slag · 4e 4x200m vrije slag | 37e 100m vrije slag · serie 200m vrije slag · serie 400m vrije slag · serie 200m wisselslag · 4x200m vrije slag |
| 2011 | | 7e 400m vrije slag · 4x200m vrije slag                                                          |                                                                              | |

## Persoonlijke records

### Kortebaan
| Afstand         | Tijd    | Datum            | Plaats     |
| --------------- | ------- | ---------------- | ---------- |
| 200m vrije slag | 1.52,91 | 19 december 2010 | Dubai      |
| 400m vrije slag | 3.57,07 | 17 december 2010 | Dubai      |
| 200m wisselslag | 2.07,77 | 17 december 2011 | Atlanta    |
| 400m wisselslag | 4.28,32 | 18 december 2009 | Manchester |

### Langebaan
| Afstand         | Tijd    | Datum            | Plaats   |
| --------------- | ------- | ---------------- | -------- |
| 100m vrije slag | 54,28   | 15 februari 2008 | Columbia |
| 200m vrije slag | 1.55,78 | 13 augustus 2008 | Peking   |
| 400m vrije slag | 4.02,20 | 15 februari 2008 | Columbia |
| 800m vrije slag | 8.19,70 | 4 april 2008     | Columbus |
| 200m wisselslag | 2.09,71 | 2 juli 2008      | Omaha    |
| 400m wisselslag | 4.31,12 | 29 juni 2008     | Omaha    |